# Portada/article agost 14

## Guerra nuclear
La guerra nuclear és un tipus de guerra que es duu a terme mitjançant l'ús d'armes nuclears, una classe d'arma de destrucció massiva. Pot tractar-se d'una "guerra nuclear limitada" o una "guerra nuclear total". Aquest tipus de conflagració té les seves pròpies teories, estratègies, tàctiques i conceptes, diferents de les de la guerra convencional, que han anat variant al llarg de les dècades. Pot lliurar-se en terra, mar, aire, l'espai i fins i tot en el subsòl, a distintes escales, amb mitjans molt diferents.
S'ha postulat que, en una guerra nuclear total, la radiació i el canvi climàtic producte de la mateixa deixarien l'atmosfera de la Terra molt afectada i possiblement l'espècie humana i la resta d'éssers vius del món sofririen els efectes d'un hivern nuclear. Els supervivents haurien de realitzar la reconstrucció de les infraestructures del planeta en unes condicions molt difícils. La flora i la fauna es veurien afectades per centenars de mutacions.